# Fanny Taillandier
Fanny Taillandier, née en 1986, est une romancière et artiste française.

## Biographie
Fanny Taillandier est née en 1986 et a grandi en banlieue parisienne. Elle suit des études de lettres à Marseille, puis obtient son agrégation de lettres. Enseignante dans différents lycées de l'académie de Créteil, elle collabore à Livres Hebdo puis au bimestriel Mouvement où elle tient une chronique intitulée Cut-up Nation.
Publié en 2013, son premier roman, Les Confessions du monstre, qui revisite de manière inhabituelle le thème du serial killer, obtient le Prix littéraire des Grandes Écoles en 2014. En 2015, elle est en résidence d'écrivain à l'université Paris XIII, où elle anime des ateliers d'étudiants sur le thème des frontières au quotidien. En 2016, en résidence d'auteur au lycée français Saint-Michel d'Istanbul, elle conduit des ateliers sur le thème de l'ici et de l'ailleurs.

Entamant en 2014-2015 une recherche littéraire et philosophique sur le lotissement pavillonnaire, particulièrement son incarnation dans le travail urbanistique du promoteur William Jaird Levitt, elle publie plusieurs articles, et en 2016, son deuxième roman, de forme hybride, Les États et empires du lotissement Grand Siècle, pour lequel elle obtient le Prix Révélation de la Société des Gens de Lettres, le prix Fénéon et le prix Virilo. Dans le journal Le Monde, Éric Chevillard le caractérise ainsi : 
« Publié dans la collection « Perspectives critiques » des PUF comme pour tromper son monde, le deuxième livre de Fanny Taillandier, Les États et Empires du Lotissement Grand Siècle n’est pas un essai d’urbanisme ou de sociologie ni une réflexion sur la ville nouvelle, mais un récit inventif en diable, d’un genre inédit, qui emprunte au conte, à la satire, et se réinvente sans cesse en variant les styles et les approches. ».
En 2018, son roman Par les écrans du monde est sélectionné dans les listes des prix littéraires du Monde, Wepler et Medicis. Cette fiction romanesque propose une réflexion sur les attentats du 11 septembre 2001 et le pouvoir politique et guerrier des images,, faisant notamment apparaître dans la fiction le philosophe Hakim Bey et s'inspirant du travail de Grégoire Chamayou sur les drones.
Elle publie plusieurs textes sur la musique dite urbaine et le rap, à propos d'artistes tels que Soolking, Aya Nakamura, PNL, SCH ou encore Booba,,.
En 2019-2020, elle est pensionnaire à la Villa Médicis, à Rome.
En 2022, elle publie Delta, récit documentaire sur le delta de la Camargue. L'œuvre est finaliste du Prix François Summer. "Plus que cet espace naturel que j'étais venue y chercher, j'y ai trouvé un travail incessant de l'humain sur ce paysage absolument hostile à l'humain", dit-elle au micro de Mathias Enard, qui qualifie le livre "d'arpentage géographique et imaginaire du delta du Rhône." Aux côtés de Hélène Gaudy, Philippe Artières et Marie-Hélène Lafon, elle participe à la naissance de la collection Fléchette, dirigée par Adrien Genoudet, mettant en valeur le fonds iconographique des Archives de la Planète avec le texte Foudres, publié fin 2022.

## Œuvres

### Romans et récits
- Les Confessions du monstre, roman, Flammarion, 2013
- Les États et empires du lotissement Grand Siècle, roman-essai, P.U.F., 2016[21],[22]
- Par les écrans du monde, coll. Fiction & Cie, Seuil, 2018
- Farouches, roman, coll. Fiction & Cie, Seuil, 2021
- Delta, récit documentaire, éditions Le Pommier, 2022.
- Foudres, fiction, Sun/Sun, 2022.

### Articles et textes courts
- Prélude pour un astéroïde, Libération, 2013[23].
- Lésigny, c'est l'Amérique !, Le Monde, 2014[24].
- Banlieues françaises 2005-2015 / Le lotissement comme utopie. Pour une appropriation littéraire et philosophique du lotissement Levitt et ses avatars, Urbanités, 2015[25].
- Super-héros : remarques, Questions subsidiaires, 2015[26].
- L'ex et l'express, Questions subsidiaires, 2016[27].
- Ici les corps politiques, Vacarme / Urbanités, 2016[28].
- Plaidoyer pour l'auteur anonyme, Questions subsidiaires, 2016[29].
- Chroniques "Cut-Up Nation", Mouvement, de 2017 à 2021
- Samples pour un western spaghetti inspirés de nos vies, Fixxion, 2020 [30]
- Pour une poésie saltimbanque, Audimat, 2020

### Ouvrages collectifs et en collaboration
- Le livre des Trahisons, sous la direction de Laurent de Sutter, PUF, 2016
- Utopie Maladrerie, avec Julie Balagué, éditions Loco, 2020
- Elsa et Johanna, La Martinière, collection "Percevoir", 2021
- Entrée "Ville" dans Feu - Abécédaire des féminismes présents, dirigé par Elsa Dorlin, Libertalia, 2021